# Filippo Mannucci

Filippo Mannucci rudert 1999 in Bled

Filippo Mannucci (* 20. Juli 1974 in Livorno) ist ein ehemaliger italienischer Leichtgewichts-Ruderer.

## Karriere
Mannucci erhielt bei den U23-Weltmeisterschaften 1996 Silber im Leichtgewichts-Doppelvierer. Bei den Weltmeisterschaften 1999 startete Mannucci im Leichtgewichts-Einer und belegte den zwölften Platz. 2000 in Zagreb ruderte Mannucci auf den fünften Platz. 2001 rückte Mannucci in den Leichtgewichts-Doppelvierer, in der Besetzung Daniele Gilardoni, Luca Moncada, Mauro Baccelli und Mannucci als Schlagmann siegte das Boot bei den Weltmeisterschaften 2001 in Luzern. Mit Emanuele Federici für Baccelli gewannen die Italiener auch bei den Weltmeisterschaften 2002 in Sevilla und 2003 in Mailand. Vor heimischem Publikum in Mailand siegten insgesamt drei italienische Boote: es waren die drei Leichtgewichts-Skullboote.
Bei den Weltmeisterschaften 2005 in Gifu saß Gardino Pellolio für Federico im italienischen Leichtgewichts-Doppelvierer, mit dem Mannucci seinen vierten Weltmeistertitel gewann. Mannucci war noch bis 2009 im Ruder-Weltcup aktiv, internationale Medaillen konnte er nach 2005 nicht mehr gewinnen.
Mannucci hatte bei einer Körpergröße von 1,81 Metern ein für Leichtgewichte typisches Wettkampfgewicht von etwa 71 Kilogramm.